# Hoseas
Hoseas er den første af De tolv små profeter. Hoseas (hebraisk: Hōsjea) er en forkortelse af Hosjaja, der betyder "frelst af Jahve"; "Jahve har frelst".
| Hoseas som Profet | Hoseas som Profet                 |
| ----------------- | --------------------------------- |
| Skribent af :     | Hoseas' bogen.                    |
| Skrevet i :       | Samaria (Området)                 |
| Fuldført :        | Efter 745 f.v.t.                  |
| Spænder over:     | Før 804 f.v.t. – efter 745 f.v.t. |

## Om Hoseas
Der åbenbares kun lidt om Hoseas i bogen, der bærer hans navn. Hoseas var Beeris søn og levede i en tid, hvor Israels folk tilbad guden Baal, der symboliserede naturens frugtbarhed. Han var profet i 59 år, meget længere end de andre små profeter. Hoseas skrev bogen i Samaria.
Familieliv
I de tre første kapitler fortælles om Hoseas' ægteskab med skøgen Gomer (Hoseas 1:2), formentlig en af tempelskøgerne fra Betel. Med hende fik han tre børn med symbolske navne, der tyder på, at beretningen er en digterisk allegori og ingen historisk virkelighed. Sønnen hed Jizreel, dvs. "Gud vil så sæd". Det siges, at "Jizreels dag bliver stor" (1:10, 11). Det tyder på, at han tjente Gud ligesom sin far. Senere fik Gomer en datter med navnet Lo-Ruhama, med betydningen "ingen barmhjertighed". Sønnen Lo-Ammi betyder "ikke mit folk". At de to kaldtes Gomers børn og ikke Hoseas' børn, tyder på, at Gomer har fået dem med andre end Hoseas. Børnenes navne tyder på, at Gud havde forkastet dem. Profeten Amos truede Israel med Guds straf i form av en ydre fjende, og Hoseas identificerede denne som Assyrien. Hoseas' Bog fordømmer dyrkelsen af andre guder end Jahve, og metaforisk sammenlignes, at Israel har forladt Jahve med en kvinde, der bedrager sin mand. Forholdet mellem Hoseas og Gomer er en parallel til forholdet mellem Jahve og hans utro folk Israel. Den endelige genforening og forsoningen mellem Hoseas og Gomer behandles som en forhåbningsfuld metafor for den mulige forsoning mellem Jahve og Israel.
Hoseas' profetier drejer sig næsten udelukkende om Israel: Israels stamme Efraim og Israels hovedstad Samaria. Jerusalem nævnes ikke.

## Datering
I 1. vers bliver det nævnt, at Hoseas tjente som Guds profet i meget lang tid, nemlig fra nær afslutningen af kong Jeroboam 2.s regeringstid til Ezekias af Judas regeringstid. Han var profet fra 804 f.Kr. til 745 f.Kr., altså mindst 59 år.
Andre profeter på Hoseas' tid var Amos (Amos 1:1), Esajas (Es. 1:1), Mika (Mika 1:1) og Oded (2 Krøn. 28:9).